# Kanjizai-ji

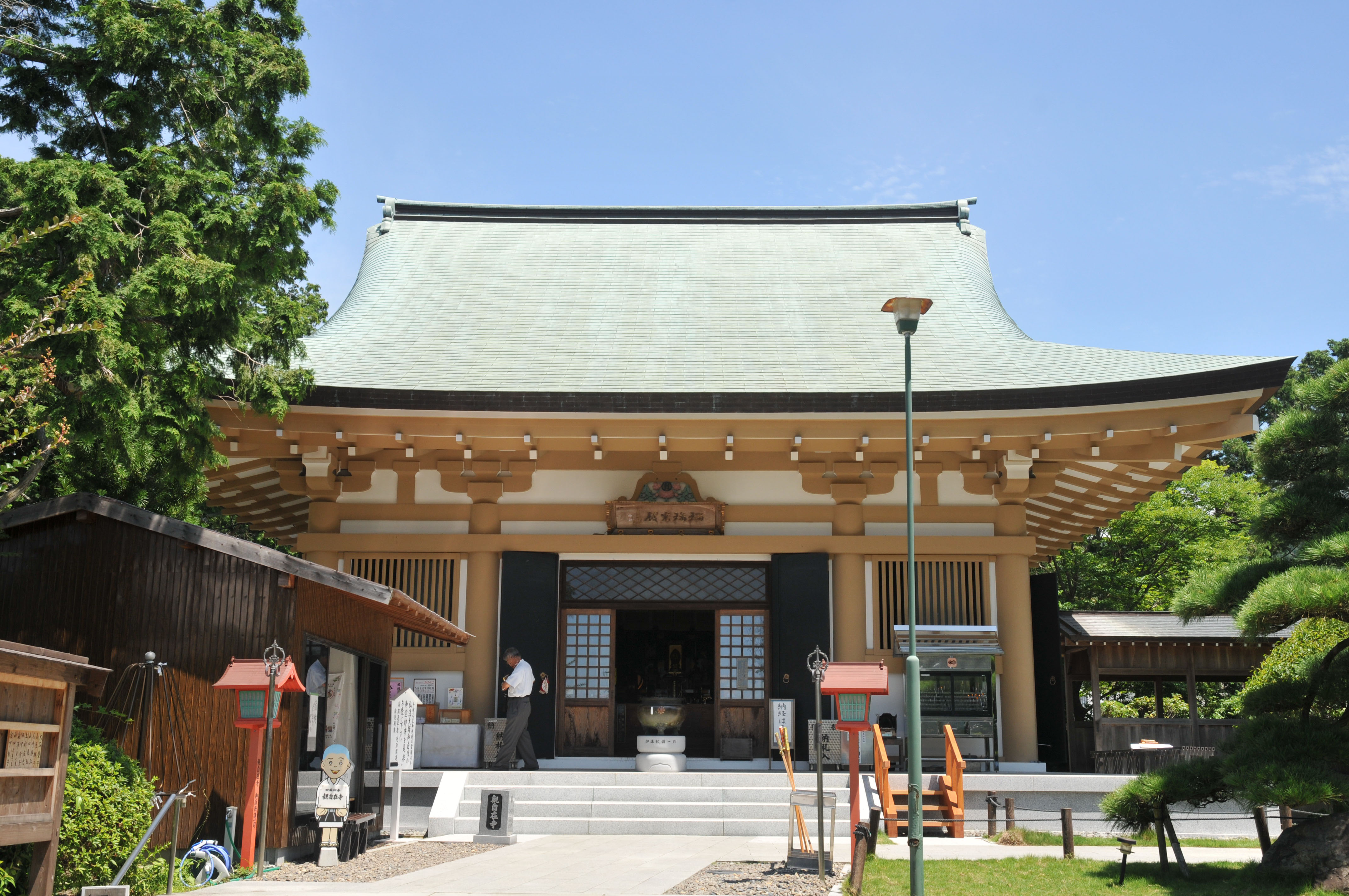
Haupthalle

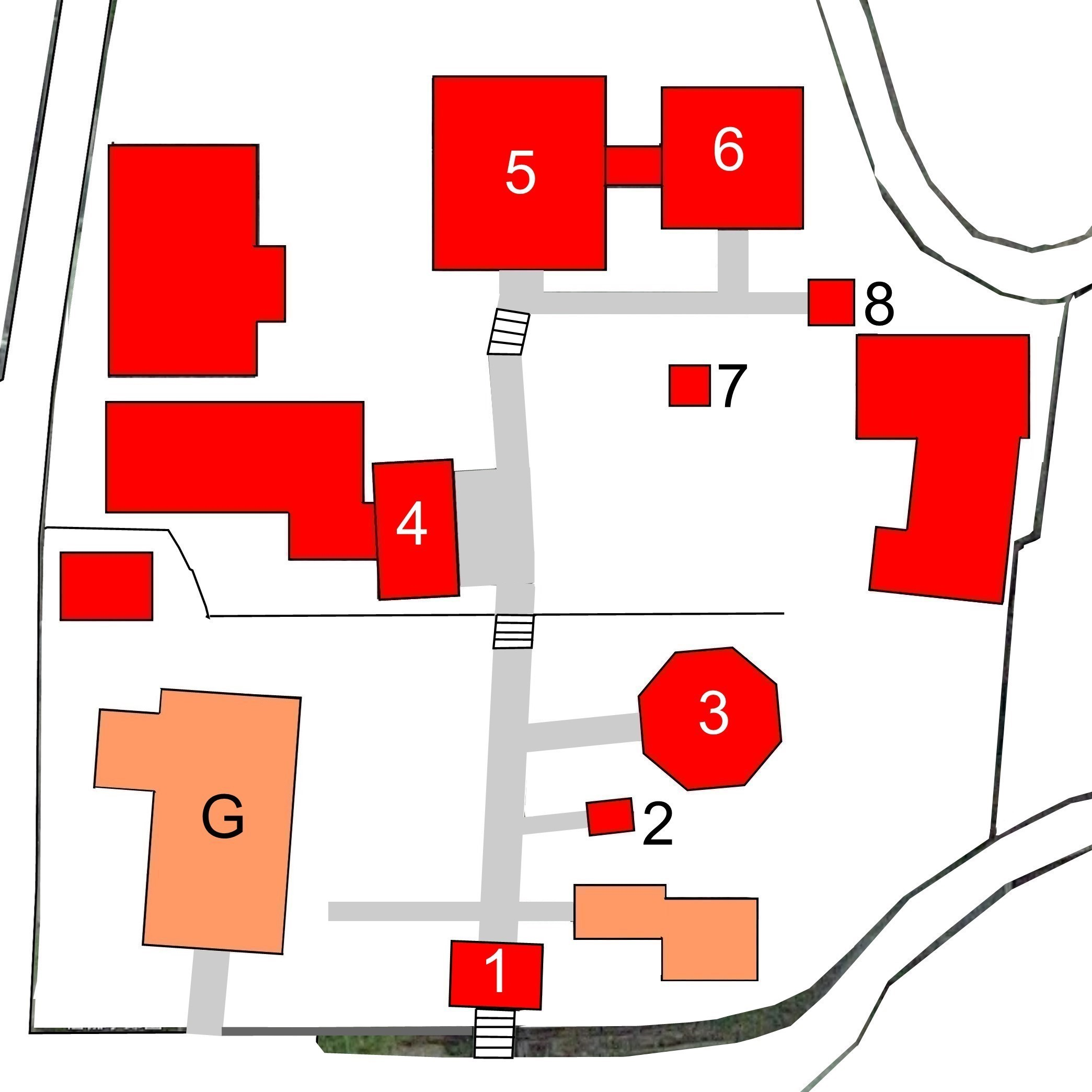
Plan des Tempels (s. Text)

Der Kanjizai-ji (japanisch 観自在寺), mit den Go Heijōzan (平城山) und Yakushiin (薬師院) im Landkreis Minamiuwa (南宇和郡), Präfektur Ehime, ist ein Tempel des Daigakuji-Zweigs (大覚寺派) des Shingon-Buddhismus. In der traditionellen Zählung ist er der 40. Tempel des Shikoku-Pilgerwegs. Der Kanjizai-ji ist der Tempel, der am weitesten von Tempel Nr. 1 entfernt ist und wird daher auch der „Wendepunkt der geweihten Orte von Shikoku“ (四国霊場の裏関所, Shikoku reijō no ura-sekisho) genannt. Er ist zudem der erste Tempel in der Präfektur Ehime, wenn man den Pilgerweg im Uhrzeigersinn durchwandert.

## Geschichte
Der Überlieferung nach hat Priester Kūkai im Jahr 807 auf Wunsch des Kaisers Heizei aus einem Stück Holz eines heiligen Baums (霊木, Reiboku) die Hauptkultfigur, einen Yakushi Nyōrai und als Begleiter einen Amida Nyōrai sowie eine elfgesichtige Kannon hergestellt und dazu eine vollständige Tempelanlage (七堂伽藍, shichdō garan) errichtet.
Im Jahr 1638 besuchte Prinz Kūshōhosshinnō (空性法親王) vom Daikaku-ji in Kyōto auf einer Pilgerreise den Tempel  und übernachtete. Von ihm stammt das Go „Yakushiin“. Zu der Zeit blühte der Tempel, hatte 48 Klausen und ein Einkommen von mehr als 2000 Koku. Bei Bränden in der Edo-Zeit gingen sämtliche Bauwerke verloren, konnten aber mit der Unterstützung der Fürsten von Uwajima, einem Zweig der Date, für die der Kannjizai-ji der Gebetstempel war, zum Teil wieder aufgebaut werden.

## Anlage
Man betritt den Tempel über eine Treppe und passiert das Tempeltor, das hier als Niō-Tor (仁王門; 1) ausgeführt ist, als ein Tor mit Platz für die beiden Tempelwächter rechts und links vom Durchgang. Rechterhand hat man dann die Tempelglocke (鐘楼, Shōrō; 2), nach ein paar Schritten sieht man dann ebenfalls rechts den achteckigen Pavillon „Hōjuden“ (宝聚殿八角堂; 3). Nach ein paar Treppenstufen passiert man links ein langgestrecktes, niedriges Gebäude (; 4), das an seiner Frontseite zwölf buddhistische Heilige als Steinskulpturen zeigt.
Nach einem Stück Weg und ein paar Stufen steht man vor der Haupthalle (Hondō; 5). Sie brannte 1959 ab, wurde aber bis 1964 erneuert. Rechts daneben steht die Daishidō (大師堂; 6), die Halle, die dem Tempelgründer gewidmet ist. Sie wurde 1993 im Pyramidenstil (宝形造り, Hōjei-zukuri) wiedererrichtet und wird als Besonderheit von einem Gang umrundet, der mit Sand bestreut ist. Vor der Daishidō steht auf dem Grün eine Schatzpagode aus Stein, hier „Shinkeihōtō“ (心経宝塔; 7) genannt. Als letzter Pavillon sei auf den für den heiligen Sasayama Daigongen (篠山大権現; 8) hingewiesen.
Direkt von der Straße zu erreichen ist das Gästehaus (信従会館; Shinjū Kaikan; G) des Tempels.

## Bilder

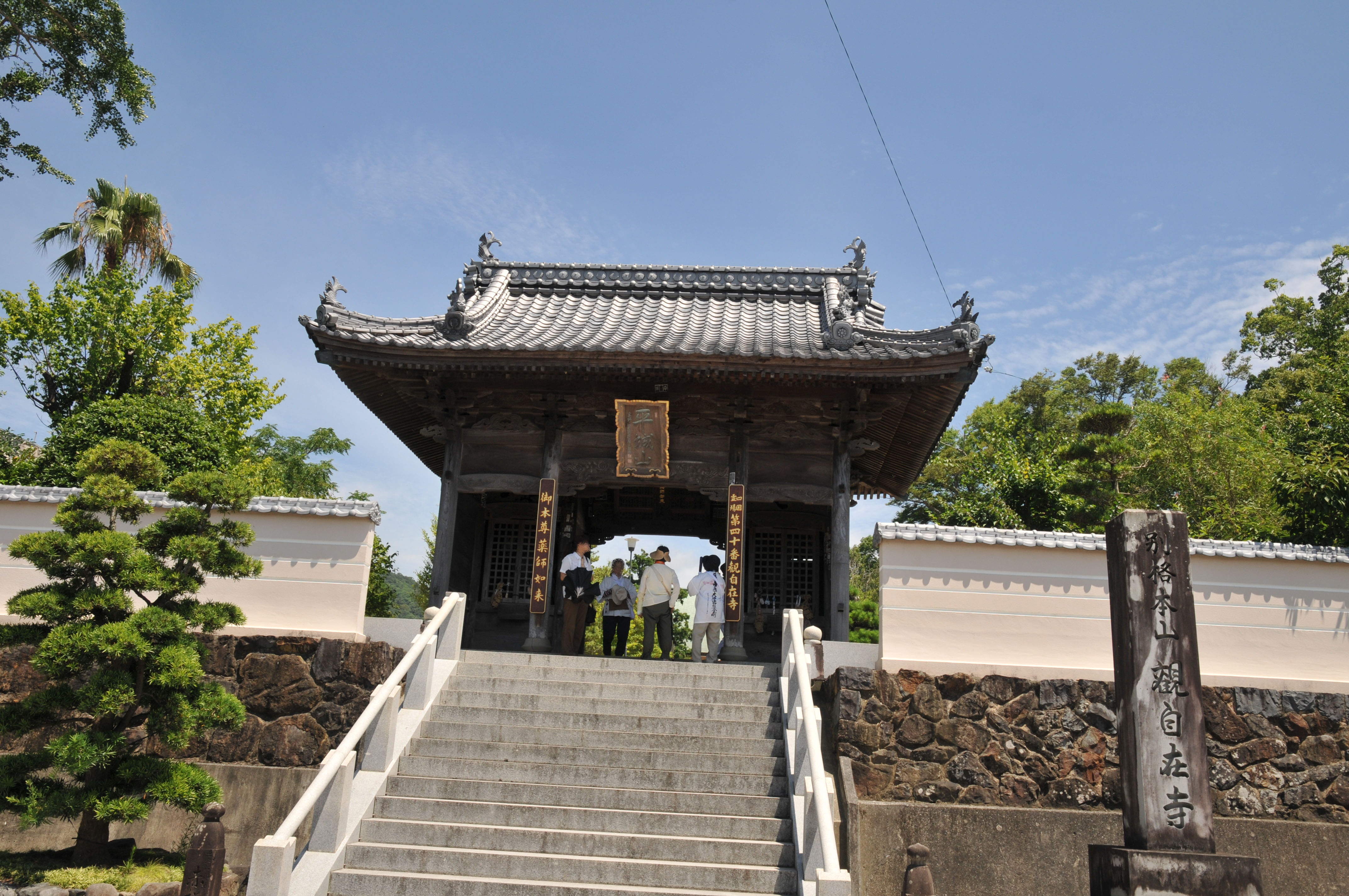
Treppe zum Tempeltor
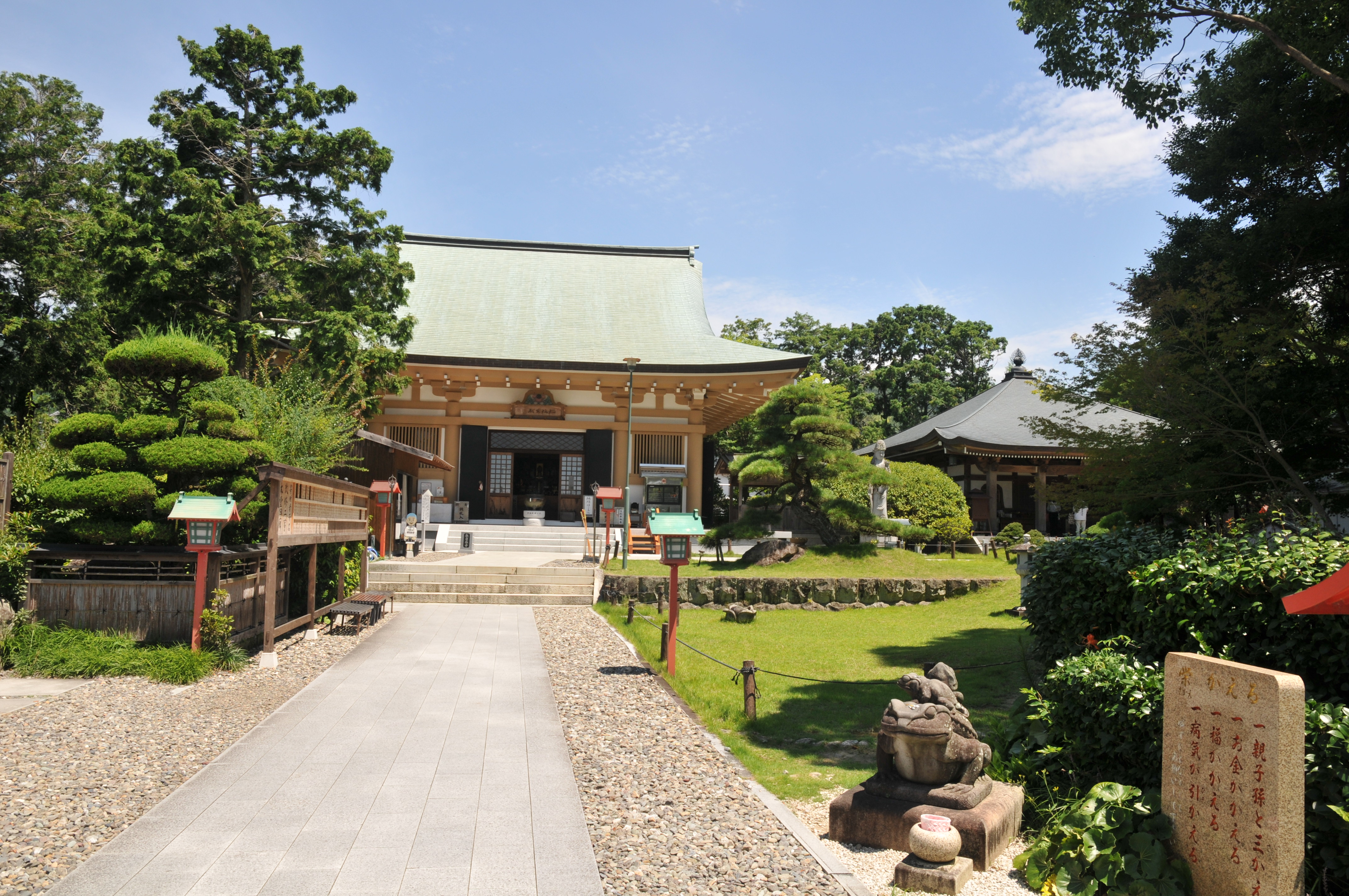
Blick zur Haupthalle
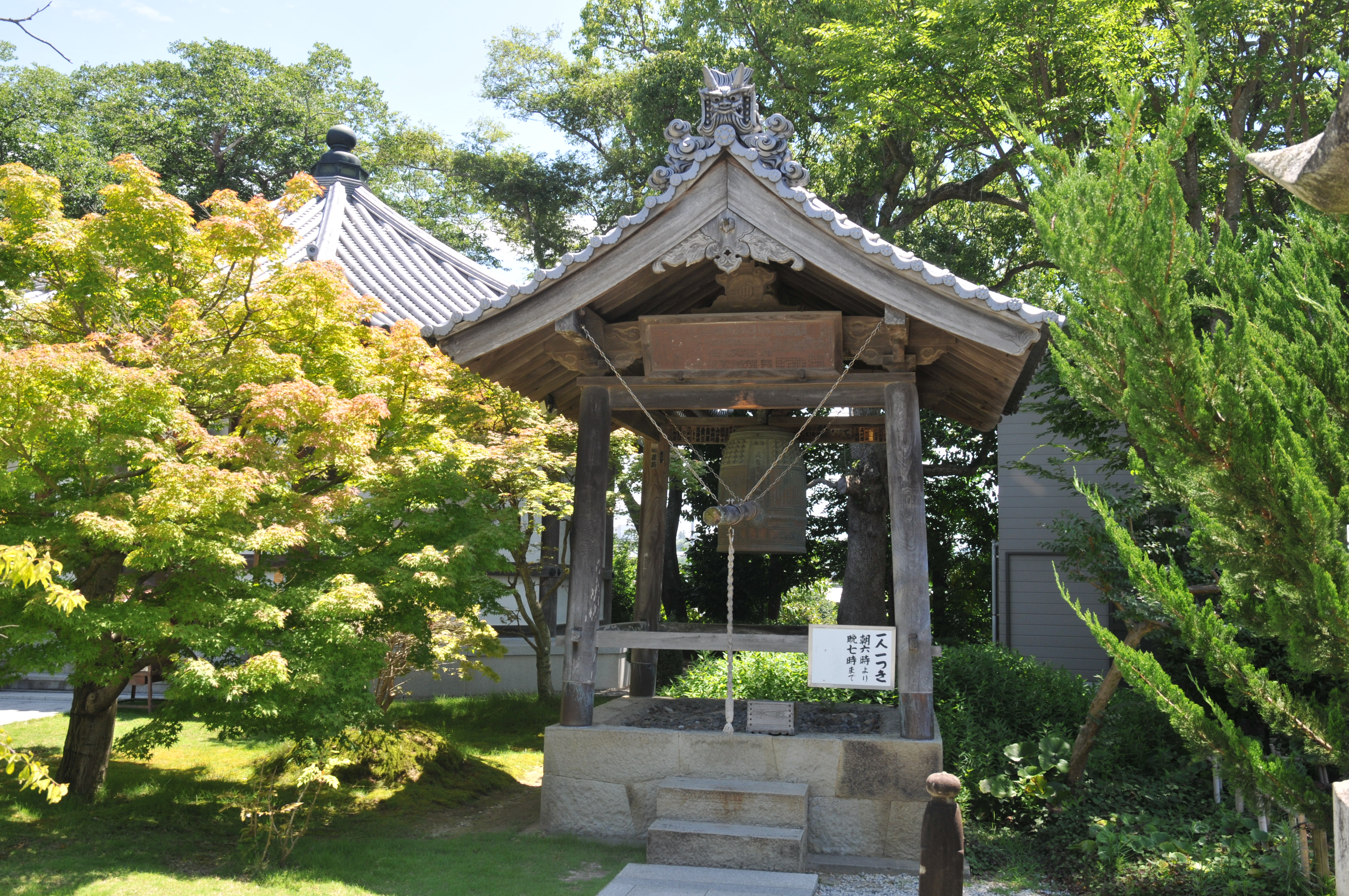
Tempelglocke
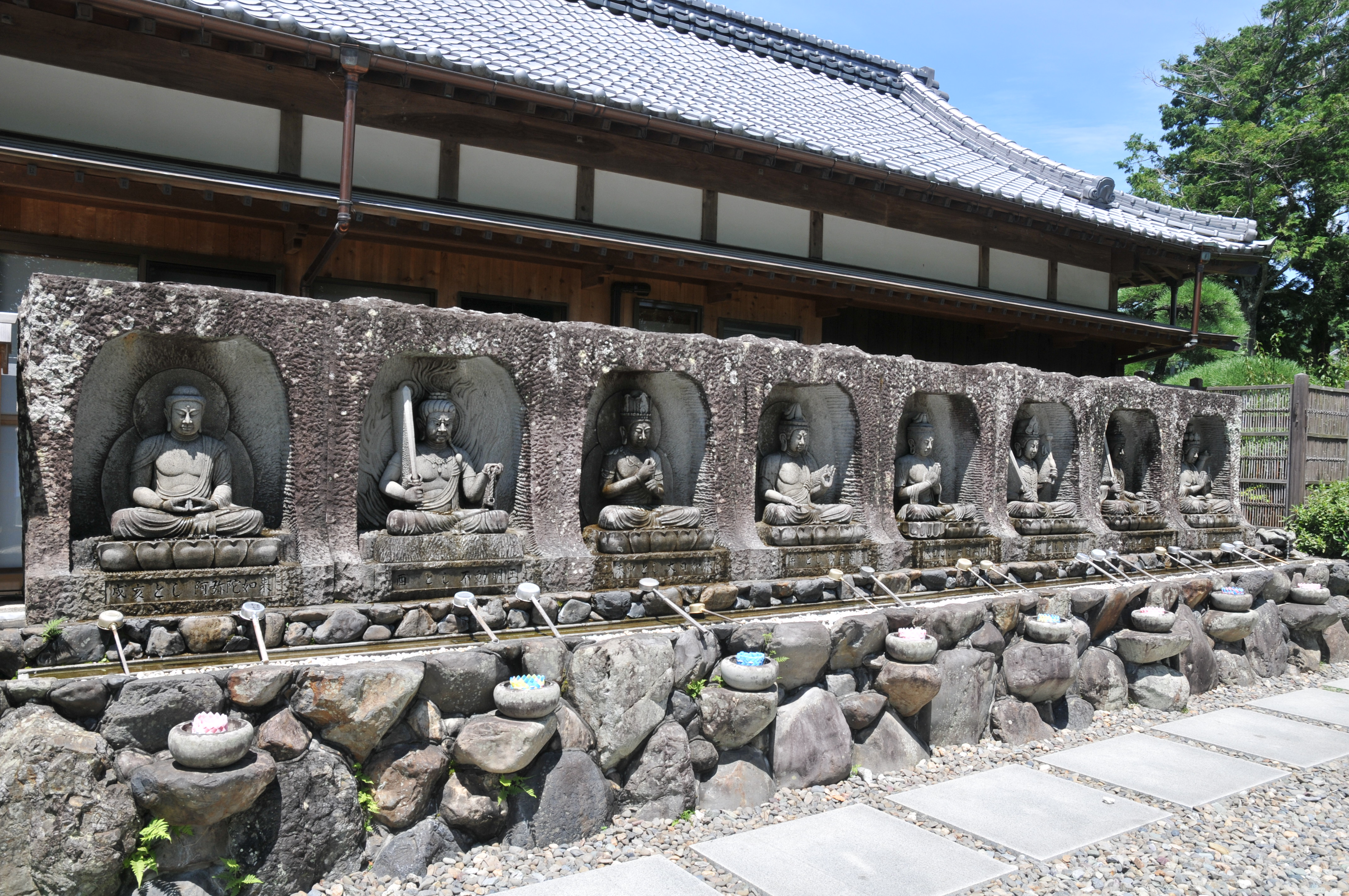
Zwölf buddhistische Heilige
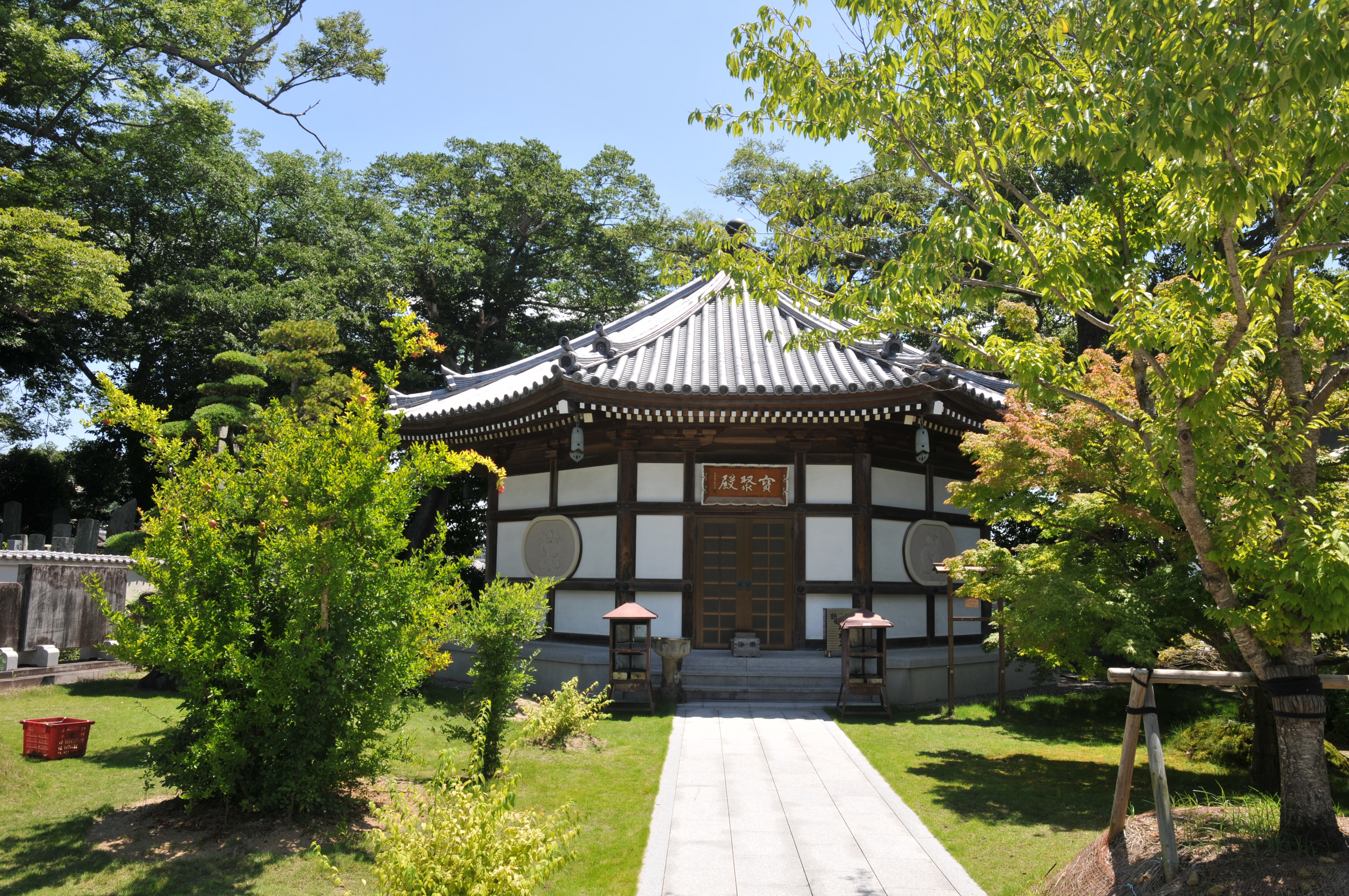
Hōjuden-Achteckhalle
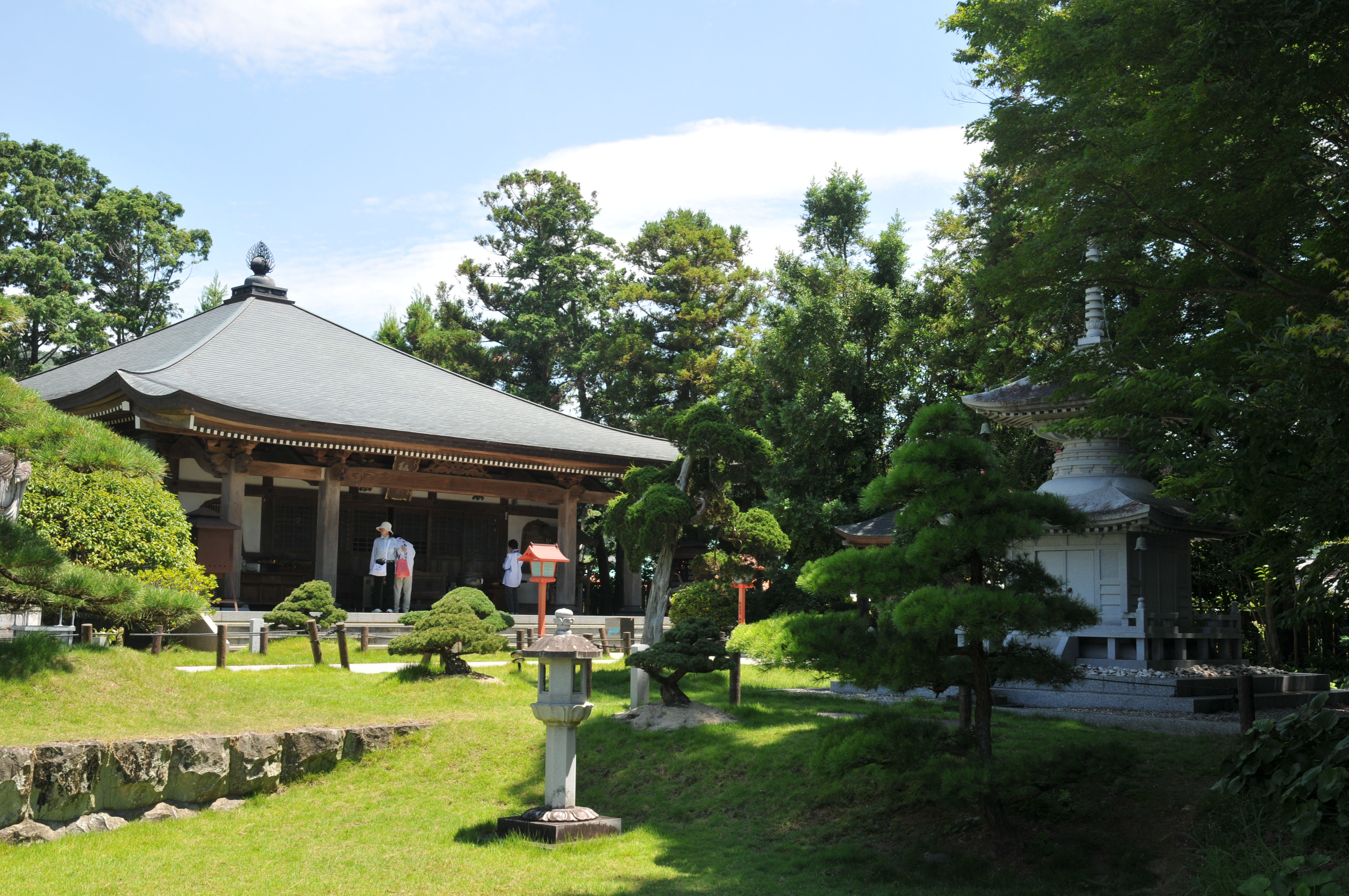
Daishidō und Shinkeihōdō